# Malambo (film 1942)
Malambo è un film del 1942 prodotto e diretto da Alberto de Zavalía.

## Produzione
Il film fu prodotto dalla Establecimientos Filmadores Argentinos (EFA).

## Distribuzione
A Buenos Aires, il film venne presentato il 30 ottobre 1942.